# 벤트 보르쇠에라르센
벤트 보르쇠에라르센(덴마크어: Bent Worsøe-Larsen, 1913년 2월 11일 ~ 1944년 2월 1일)은 덴마크의 군인이다.
덴마크 육군 출신이며 1941년에 독일 육군에 입대했다. 1941년 5월 17일부터 독일 바트퇼츠(Bad Tölz) 소재 군사학교에서 덴마크 출신 육군 장교 10명으로부터 군사 교육을 받았고 나중에 무장친위대에 합류하게 된다.
1943년 11월에는 덴마크 자유군단 제2중대장으로 임명되었지만 1943년 12월 25일에 일어난 소련 군대의 공격으로 인해 부상당하면서 퇴역하게 된다. 제11SS의용기갑척탄병사단 노르트란트 제11중대에 합류하면서 복귀했지만 1944년 2월 1일에 러시아 킨기세프에서 소련 군대의 공격을 받고 전사했다.